# Fodboldlandskampen Danmark - Sverige 1. juli 1945
|  | Denne artikel er oprettet af botten Steenthbot ud fra en ekstern database. Den kan derfor have sproglige fejl eller mangler. Denne skabelon kan fjernes efter kontrol af indholdet. |

Fodboldlandskampen Danmark - Sverige 1. juli 1945 er en dansk dokumentarisk optagelse fra 1945.

## Handling
Fodboldlandskamp 1. juli 1945 mellem Danmark og Sverige i Idrætsparken. I pausen er der militærparade, og de to hold og trænere hilser på den danske Kong Christian X. Slutresultat: 4-3 til svenskerne.

## Medvirkende
- Kong Christian X
- Dronning Alexandrine
- Prinsesse Caroline-Mathilde